# Maxime Leroux
Pour les articles homonymes, voir Leroux.
Maxime Leroux, né le 26 mars 1951 à Sainte-Adresse (Seine-Inférieure) et mort le 21 janvier 2010 à Paris 15e, est un acteur français.

## Biographie

### Débuts
Maxime Noël Michel Leroux est né le 26 mars 1951 à Sainte-Adresse, commune limitrophe du Havre.

### Formation
Tout d’abord professeur de lettres pendant une dizaine d’années, il commence une formation d’acteur au théâtre des 2 Rives à Rouen et intègre une compagnie qui lui fait mettre un terme à sa carrière dans l'enseignement. Au début des années 1980, il commence à travailler pour la télévision et le cinéma tout en continuant ses activités théâtrales : il a ainsi joué dans une quinzaine de pièces de théâtre notamment à La Colline (La charrue et les étoiles de Sean O’Casey), au Tristan-Bernard (Baron de Jean-Marie Besset) et au Théâtre 13 (Les forains de Stephan Wojtowicz, Le renard du nord de Noëlle Renaude).

### Vie personnelle
Il a plus d’une trentaine de films à son actif et a également tourné dans des séries produites par France 2 (Sauvetage), France 3 (Le Refuge) ou M6 (Le Lycée).
Pendant quelques années, il est formateur auprès de jeunes comédiens.
En 2007, il apparaît dans le rôle du commissaire Vanderwalk, le supérieur hiérarchique du héros de la série Greco pour France 2.

### Mort
Atteint d'une pathologie neurologique, il meurt le 21 janvier 2010 dans le 15e arrondissement de Paris, et est incinéré le 27.

## Filmographie

### Cinéma

#### Longs métrages
- 1983 : Effraction de Daniel Duval : Un gangster
- 1984 : Le Transfuge de Philippe Lefebvre
- 1986 : Désordre d'Olivier Assayas : Le propriétaire du magasin
- 1986 : Le Moustachu de Dominique Chaussois : Richard Staub
- 1986 : Cross de Philippe Setbon : Sandro
- 1987 : La passion Béatrice de Bertrand Tavernier : Richard
- 1987 : Agent trouble de Jean-Pierre Mocky : Dr. Arms
- 1987 : La Maison de Jeanne de Magali Clément : Marc
- 1987 : Chouans ! de Philippe de Broca : Le prêtre réfractaire
- 1987 : Lévy et Goliath de Gérard Oury : Goliath
- 1987 : Camille Claudel de Bruno Nuytten : Claude Debussy
- 1988 : Romuald et Juliette de Coline Serreau : Cloquet
- 1989 : Hiver 54, l'abbé Pierre de Denis Amar : Le député Robert Buron
- 1989 : Milena de Véra Belmont
- 1990 : La Tribu d'Yves Boisset : François
- 1990 : Mister Frost de Philippe Setbon : Frank Larcher
- 1990 : Netchaïev est de retour de Jacques Deray
- 1990 : Jean Galmot, aventurier d'Alain Maline : Antoine Charas
- 1991 : Aujourd'hui peut-être... de Jean-Louis Bertuccelli : Raphaël
- 1991 : Diên Biên Phu de Pierre Schoendoerffer : Le lieutenant d'artillerie
- 1992 : Tango de Patrice Leconte : Mariano Escobar
- 1992 : Le Fils du requin d'Agnès Merlet : Le père
- 1992 : Justinien Trouvé ou le Bâtard de Dieu de Christian Fechner : Le capitaine milicien
- 1992 : Un crime de Jacques Deray : Le concierge
- 1992 : Faut-il aimer Mathilde ? d'Edwin Baily : Jacques
- 1993 : Montparnasse-Pondichéry d'Yves Robert : Félix
- 1994 : Le Colonel Chabert d'Yves Angelo : Godeschal
- 1994 : Excentric Paradis de Yann Fisher Lester : Raymond
- 1995 : La nave de los sueños de Ciro Durán
- 1996 : Fallait pas !… de Gérard Jugnot : Un sbire du Dr. Simon
- 2004 : Un printemps à Paris de Jacques Bral : Denis
- 2004 : Sauf le respect que je vous dois de Fabienne Godet : Un inspecteur parisien
- 2007 : Sans arme, ni haine, ni violence de Jean-Paul Rouve : '68'

#### Courts métrages
- 1981 : Les manèges de l'imaginaire de Joseph Danan
- 1983 : Les tas de Didier Mahieu
- 1987 : Chamane de Thomas Gilou
- 1989 : Anaon de François-Renaud Labarthe
- 1991 : Simon courage de Patrick Ardis
- 1991 : Rossignol de mes amours de Christian Merret-Palmair
- 1991 : Passera-t-il ? de Claude Duty
- 1991 : L'illuminé de Philippe Barcouzareaud
- 1993 : Thibault de Christophe Prédignac
- 1993 : Les nems moi non plus de Philippe Rostan
- 1994 : Le mari de la femme du pompiste de Didier Le Pêcheur
- 1995 : La pucelle des zincs de Claude Duty et Alain Ade
- 1995 : Éternité de Joseph Danan
- 1995 : Les scorpions de Septembre de Cédric Nicolas
- 1997 : Le cheminot et le chemineau de Jean-François Buiré
- 1997 : C'est le pays joyeux des enfants heureux de Marin B. Roversi
- 1998 : Clémence de Stéphane Chomant
- 2002 : Après le combat de Marc Ponette : M. Henry
- 2004 : Pop up de Rénald Magnier : Le racketteur
- 2009 : Canicule de cheval

### Télévision

#### Téléfims
- 1984 : Les copains de la Marne de Christiane Spiero : le mari de Josy
- 1988 : La garçonne d'Étienne Périer : Régis
- 1990 : Jusqu'à ce que le jour se lève de Bernard Villiot : Daverish
- 1990 : La porte d'or de Michel Vianey : Thibaud
- 1991 : Le Pénitent de Jean-Pierre Bastid
- 1991 : Les carnassiers d'Yves Boisset : Frank Laverne
- 1991 : Piège pour la femme seule de Gérard Marx : Vincent
- 1991 : Salut les coquins de Marcel Zemour : Servat
- 1992 : Interdit d'amour de Catherine Corsini : Jean
- 1992 : Pour une fille en rouge de Marianne Lamour : Mitifio
- 1992 : Princesse Alexandra de Denis Amar : Philippe
- 1992 : Pour trois jours de bonheur de Jacques Otmezguine : Guy
- 1992 : La femme de l'amant de Christopher Frank : Bernard Piétri
- 1993 : L'affaire Seznec d'Yves Boisset : l'inspecteur Bonny
- 1993 : Les noces de Lolita de Philippe Setbon : Gabriel
- 1993 : La voyageuse du soir d'Igaal Niddam: Charles Vermorel
- 1993 : Le cœur qui tape de Didier Grousset: Félix
- 1994 : Une femme dans la tourmente de Serge Moati : Vincent Mallet
- 1994 : Tempêtes de Gilles Béhat : Maurier
- 1995 : La fête des pères de Jean-Daniel Verhaeghe : Sylvain Lapeyrat
- 1996 : Les Alsaciens ou les deux Mathilde de Michel Favart : Albert Laugel #2
- 1996 : La femme rêvée de Miguel Courtois : Joseph
- 1997 : Un étrange héritage de Laurent Dussaux : Benjamin Corti
- 1998 : Mon père des jours impairs d'André Chandelle : Patrick
- 1999 : La femme de plume de Chantal Picault : Jean
- 2000 : Les Misérables de Josée Dayan : Champmathieu
- 2000 : Le Bimillionnaire de Michaël Perrotta : le docteur Letoux
- 2000-2001 : Le lycée : Henri Blanc
- 2000-2001 : Madame le Proviseur : Sébastien Collioure
- 2000, 2002 et 2008 : Sauvetage de Jacques Malaterre : Gaspard
- 2001 : Tania Boréalis ou l'étoile d'un été de Patrice Martineau : Charles
- 2002 : Division d'honneur de Jean-Marc Vervoort : Farelli
- 2003 : La Bête du Gévaudan de Patrick Volson : le marquis d'Apché
- 2004 : Bien dégagé derrière les oreilles d'Anne Deluz : Gérard Cigoulin
- 2004 : La vie à mains nues de Sébastien Grall : André
- 2005 : Ange de feu de Philippe Setbon : Jacques Vallardès
- 2007 : Greco de Philippe Setbon : Joël Vanderwalk
- 2007 : Où es-tu ? de Miguel Courtois : le professeur Hébert
- 2007 : La promeneuse d'oiseaux de Jacques Otmezguine : Thomas, le père de Sarah
- 2008 : La mort dans l'île de Philippe Setbon : Le Pennec
- 2009 : Adieu De Gaulle, adieu de Laurent Herbiet : Christian Fouchet
- 2009 : L'Affaire Salengro d'Yves Boisset : Henri Becquart

#### Séries télévisées
- 1985 : Série noire : Rhapsodie en jaune de Gérard Marx : Phil
- 1987 : L'heure Simenon (épisode "Un nouveau dans la ville") de Fabrice Cazeneuve : David
- 1988 : Sueurs froides (épisode "Black mélo") de Philippe Setbon : Noël
- 1990 : Navarro (épisode "Strip-show") de Gérard Marx : Jacques Sévillan
- 1990 : Haute tension (épisode "Les amants du lac") de Joyce Buñuel : le juge Thuillier
- 1994 : Julie Lescaut (épisode "Ruptures") de Josée Dayan : Pierre Verdier
- 1995 : Florence Larrieu, Le juge est une femme (épisode "La fille aînée") de Pierre Boutron : le père Mahé
- 1995 : Les Bœuf-carottes (épisode "Les enfants d'abord") de Denis Amar : Dampierre
- 1996-1999 : "Le refuge (Saison 1 + Saison 2 + Saison 3)" Créée par Elizabeth Arnac  & Martin Brossolet & Pierre Tisserand : Paul Grimon
- 1996 : Une famille formidable (épisode "L'amour en vacances") de Joël Santoni : Eric
- 1999 : Les Cordier, juge et flic (épisode "L'honneur d'un homme") de Paul Planchon : Boris Laigle
- 1999 : La Crim' (épisode "Les tripes de Louchebem") de Miguel Courtois : Gérard Coste
- 2002 : Une femme d'honneur (épisode "Secret de famille") de Marion Sarraut :  Éric Vannier
- 2002 : Commissariat Bastille (épisode "Le plus bel âge") de Jean-Marc Seban : Roland Lantner
- 2003 : L'instit (épisode "Secrets") de Jérôme Porte : Raymond
- 2004 : Sœur Thérèse.com (épisode "Sang d'encre") de Didier Grousset : Henri Nadjar
- 2004 : Fabien Cosma (épisode "D'un battement de cils" de Jean-Claude Sussfeld : Daniel Pouget
- 2005 : La Crim' (épisode "Taxi de nuit") de Denis Amar : le juge Mexières
- 2005 : Prune Becker (épisode "Une nouvelle vie") d'Alexandre Pidoux : Julien
- 2007 : Une femme d'honneur (épisode "Une journée d'enfer") de Jean-Marc Seban : Roland Vaneck
- 2008 : Boulevard du Palais (épisode "Angélique") de Christian Bonnet : Patrick Altchek

## Doublage

### Cinéma

#### Films
- 1989 : Baxter de Jérôme Boivin : voix de Baxter

#### Films d'animation
- 2002 : Corto Maltese, la cour secrète des arcanes de Pascal Morelli

## Théâtre
- 1986 : La charrue et les étoiles de Sean O'Casey, mise en scène Bernard Sobel, Théâtre de Gennevilliers
- 1988 : L'inconvenant de Gildas Bourdet, mise en scène de l'auteur, Théâtre de l'idéal, Théâtre national de la colline
- 1988 : La femme à contre-jour d’Eric Naggar, mise en scène Jean Rochefort, Théâtre des Mathurins
- 1993 : Le Renard du nord de Noëlle Renaude, mise en scène Robert Cantarella, Théâtre Ouvert, Théâtre 13
- 2002 : Baron de Jean-Marie Besset, mise en scène de l'auteur et Gilbert Désveaux, Théâtre Tristan Bernard
- 2002 : Pierre et le loup de Serge Prokofiev, mise en scène Maxime Leroux, Opéra de Rouen - Théâtre des arts
- 2002 : Le collier d'Hélène de Carole Fréchette, mise en espace Michel Dumoulin et Bertrand Daizis, Festival de théâtre Nava Limoux
- 2003 : Les sincères - L'épreuve de Marivaux, mise en scène Béatrice Agenin, Théâtre 14 Jean-Marie Serreau
- 2004 : Romance en fa de Sophie Artur et Sylvie Audcoeur, mise en scène Christophe Lidon, Illustre Théâtre Pézenas
- 2007 : Les forains de Stephan Wojtowicz, mise en scène Panchika Velez, Théâtre 13, Théâtre La Bruyère
- 2008 : Les noirs d’après Patrick Espagnet, mise en scène Maxime Leroux et Bernard Murat, Théâtre municipal d’Arles
- 2009 : Les forains de Stephan Wojtowicz, mise en scène Panchika Velez,   Théâtre de l'Union